# رافية حادة
رافية حادة (الاسم العلمي: Raphia abrupta) هي نوع من الحشرات يتبع جنس الرافية من الفصيلة الليليات.